# 卡普阿门
卡普阿门（Porta Capuana）是意大利南部城市那不勒斯的一个古老的城门，位于第四区。 

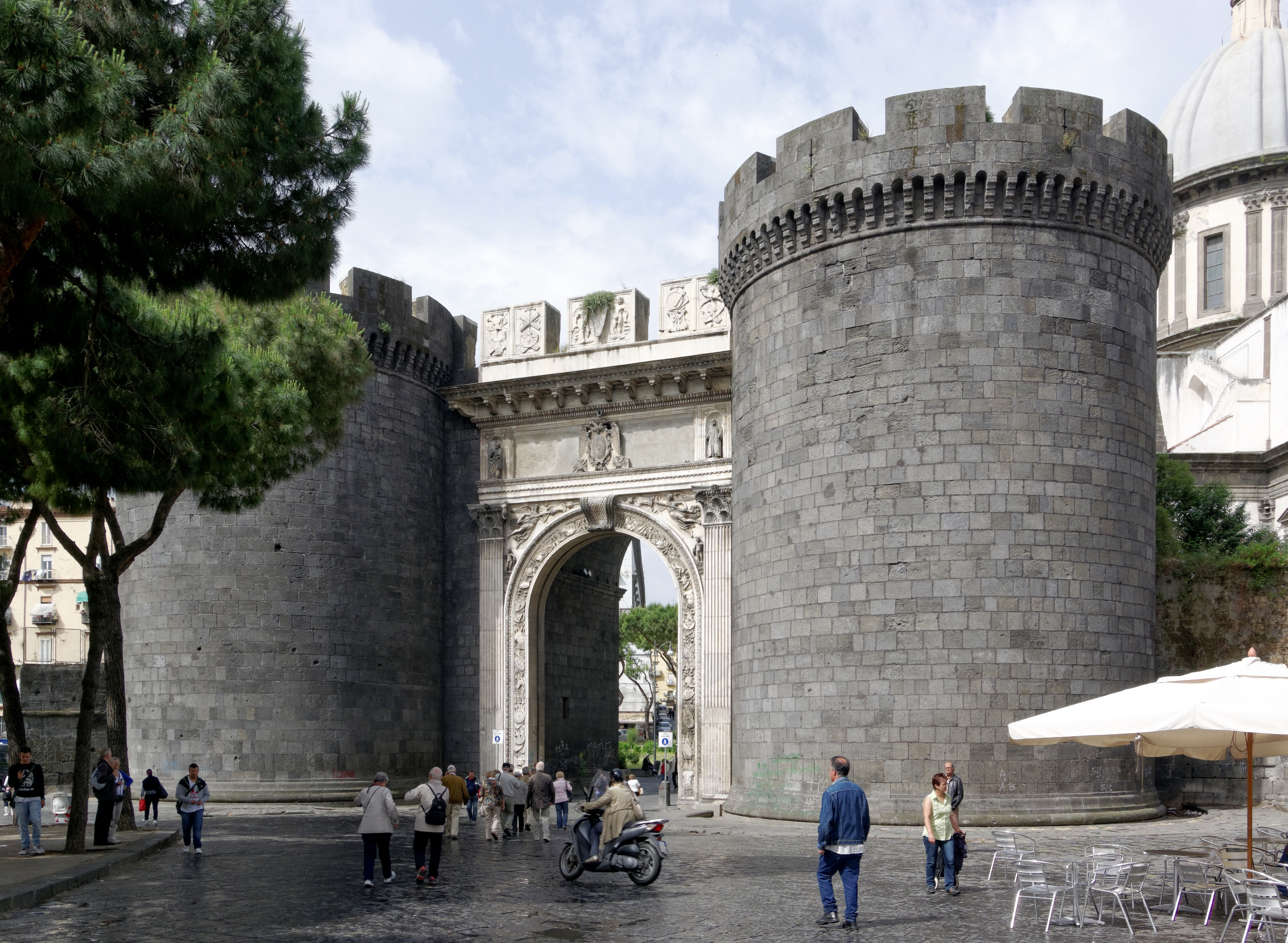
东侧

该城门并不在曾经通往卡普阿的古代东西干道上，靠近同名的城堡，卡普阿城堡。当城市在15世纪向东扩展，此门作为新建的阿拉贡城墙的一部分，在1484年易地重建，拥有美丽的雕刻。后来城墙被拆除，卡普阿门旧孤立地矗立着，有点凯旋门的味道。城门内便是带穹顶的福米耶洛圣加大肋纳堂（Santa Caterina a Formiello）。

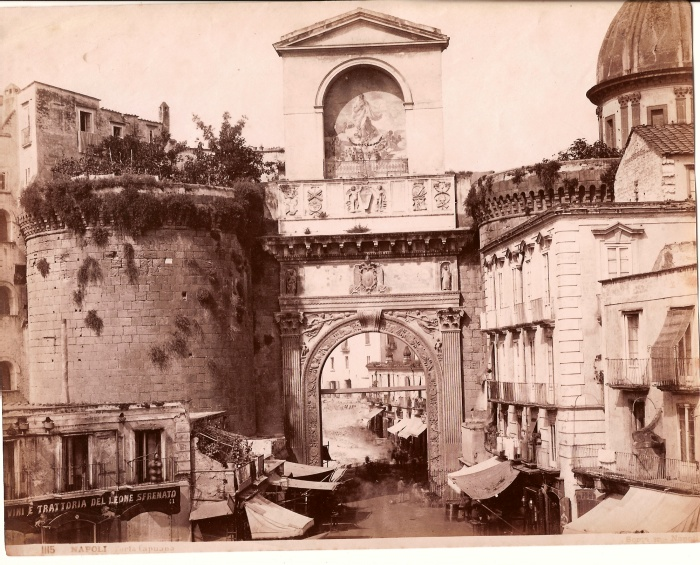
19世纪照片

40°51′16″N 14°15′56″E / 40.854330°N 14.265440°E
Template:那不勒斯地标